# Arameiska
Arameiska är ett språk eller en grupp av språk som tillhör den semitiska språkfamiljen. Det talades ursprungligen i det forna Mellanöstern omkring 1000-talet f.Kr. av en folkgrupp som kallas araméer. Idag talas nyarameiska språk för det mesta av assyrier/syrianer.
När de arameiska rikena under 700-talet f.Kr. upphörde, absorberades deras språk av Nyassyriska riket. Arameiskan blev efter hand dåtidens internationella lingua franca, det vill säga det språk som användes när olika stater skulle kommunicera med varandra. Under Tiglatpileser III:s regeringstid (744–727 f.Kr.) blev arameiska huvudspråket i Nyassyriska riket och spreds sedan till stora delar av Mellanöstern.
Arameiska var även det administrativa språket i det persiska riket.
Efter den muslimska erövringen har arameiskan trängts tillbaka till förmån för arabiskan, men nyarameiska språk talas fortfarande i viss utsträckning i Mellanöstern och av emigranter boende i andra delar av världen.   
Arameiskan är indelad i flera undergrupper, östarameiska språk som innefattar klassiska språk såsom syriskan som fortfarande används i både skrift- och talspråk i norra Mesopotamien och mandeiskan och nyarameiska talspråk såsom turoyo, suret, samt västarameiska språk där det enda moderna överlevande talspråket är Maalula-dialekten.
Vissa delar av Gamla testamentet (Esra 4:8-6:18, 7:12-26 samt Dan. 2:4-7:28) är nedtecknade på västarameiska. Det var sannolikt det språk som Jesus talade. Några arameiska citat finns bevarade i grekisk transkription i Nya testamentet.
Arameiska, i form av syriska, är det liturgiska språket i Syrisk-ortodoxa kyrkan, Österns assyriska kyrka, Kaldeisk-katolska kyrkan (se kaldeisk rit), Syrisk-katolska kyrkan och Maronitiska kyrkan.

## Arameiskan inom judendomen
Talmud skrevs på en blandning av arameiska och hebreiska, och vissa böner i den standardtraditionella judiska böneboken är på arameiska. Bland dessa är qaddish den som förekommer mest.

## Språkhistoria
- Fornarameiska, 925 f.Kr. – 700 f.Kr.
- Officiell arameiska, 700 f.Kr. – 300 f.Kr.
- Medelarameiska, 300 f.Kr. – 100 e.Kr.
- Senarameiska, 100 e.Kr. – 1200 e.Kr.
- Modern arameiska, 1200 e.Kr. –